# Ленин на монетах
Ленин на монетах — изображения В. И. Ленина на монетах. Коллекционирование монет с изображением Ленина является одним из направлений нумизматики.

## СССР
Впервые изображение Ленина на советских монетах появилось в 1967 году на юбилейных монетах в честь 50-летия Октябрьской революции. Ленин в полный рост на фоне серпа и молота был изображён на 50-копеечной и рублёвой монете. Эти монеты были выпущены 50-миллионным тиражом и находились в широком обращении.
В 1970 году был выпущен рубль в честь 100-летия со дня рождения В. И. Ленина. На ней была изображена голова Ленина и даты 1870—1970. Этот рубль, отчеканенный тиражом в 100 млн экземпляров, также находился в широком обращении.
В 1977 году тиражом 5 млн экземпляров был выпущен рубль в честь 60-летия Октябрьской революции. На нём была изображена голова Ленина, крейсер «Аврора», Монумент «Покорителям космоса» и схема атома.
Изображение Ленина в полный рост присутствовало на 1 рубле 1982 года в честь 60-летия образования СССР.
Ещё одна рублёвая монета с изображением Ленина была выпущена в 1985 году в честь его 115-летия.
В 1987 году портрет Ленина был отчеканен на 5-рублёвой монете в честь 70-летия Октябрьской революции.

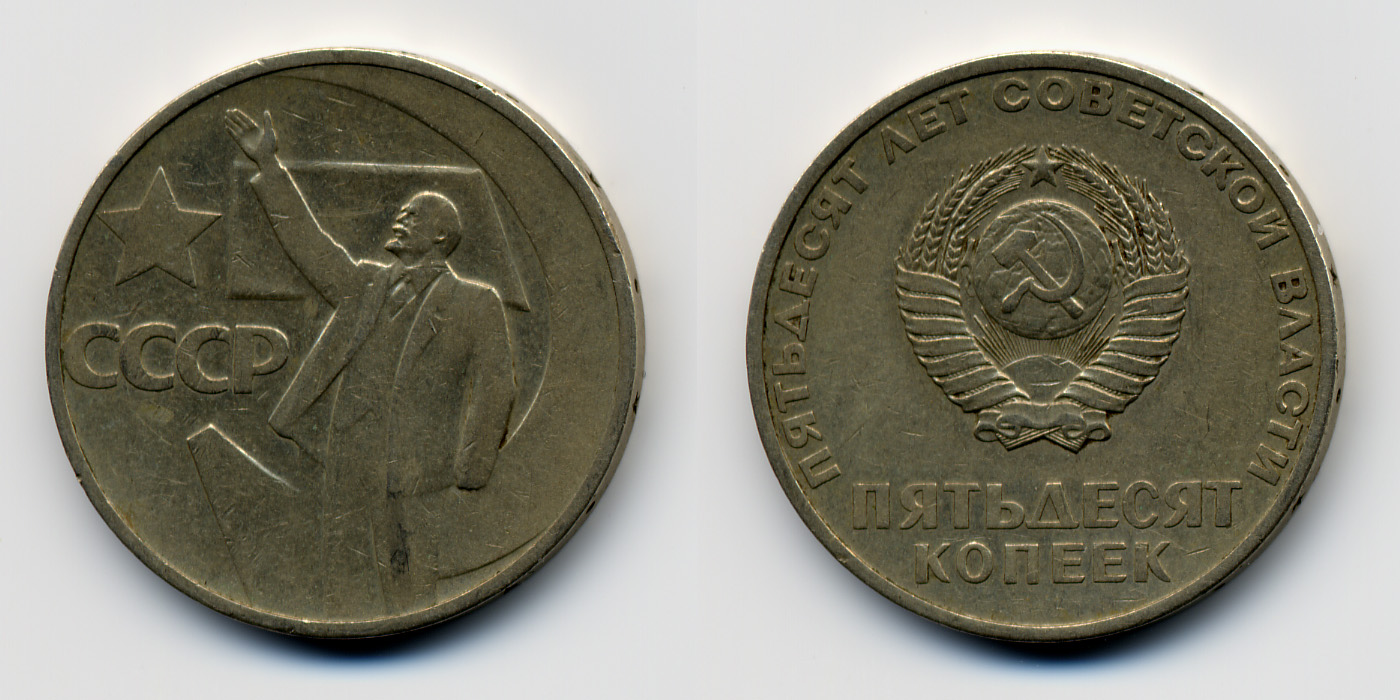
50 коп. 1967 года
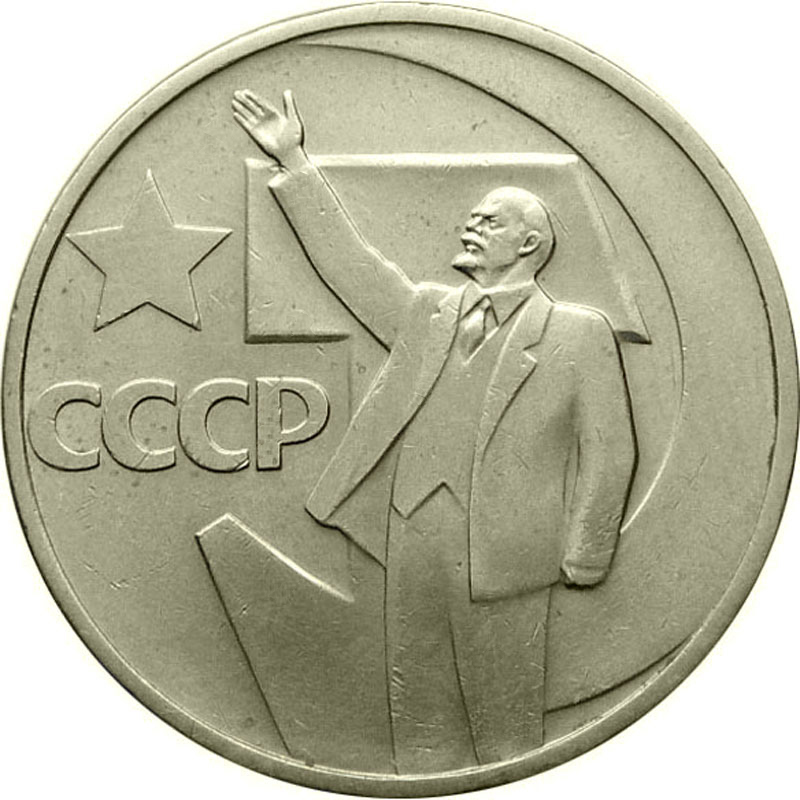
1 рубль 1967 года
1 рубль 1970 года
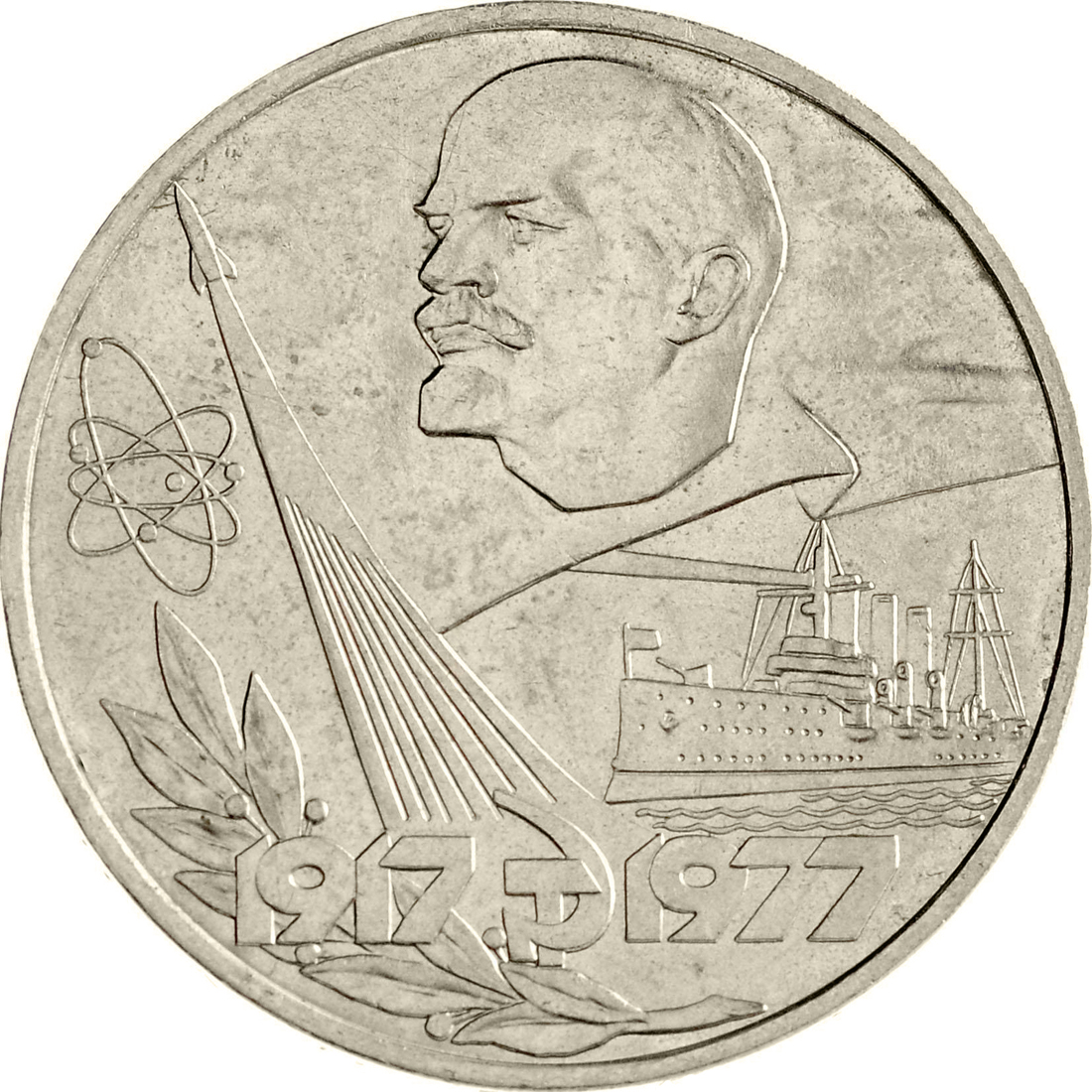
1 рубль 1977 года
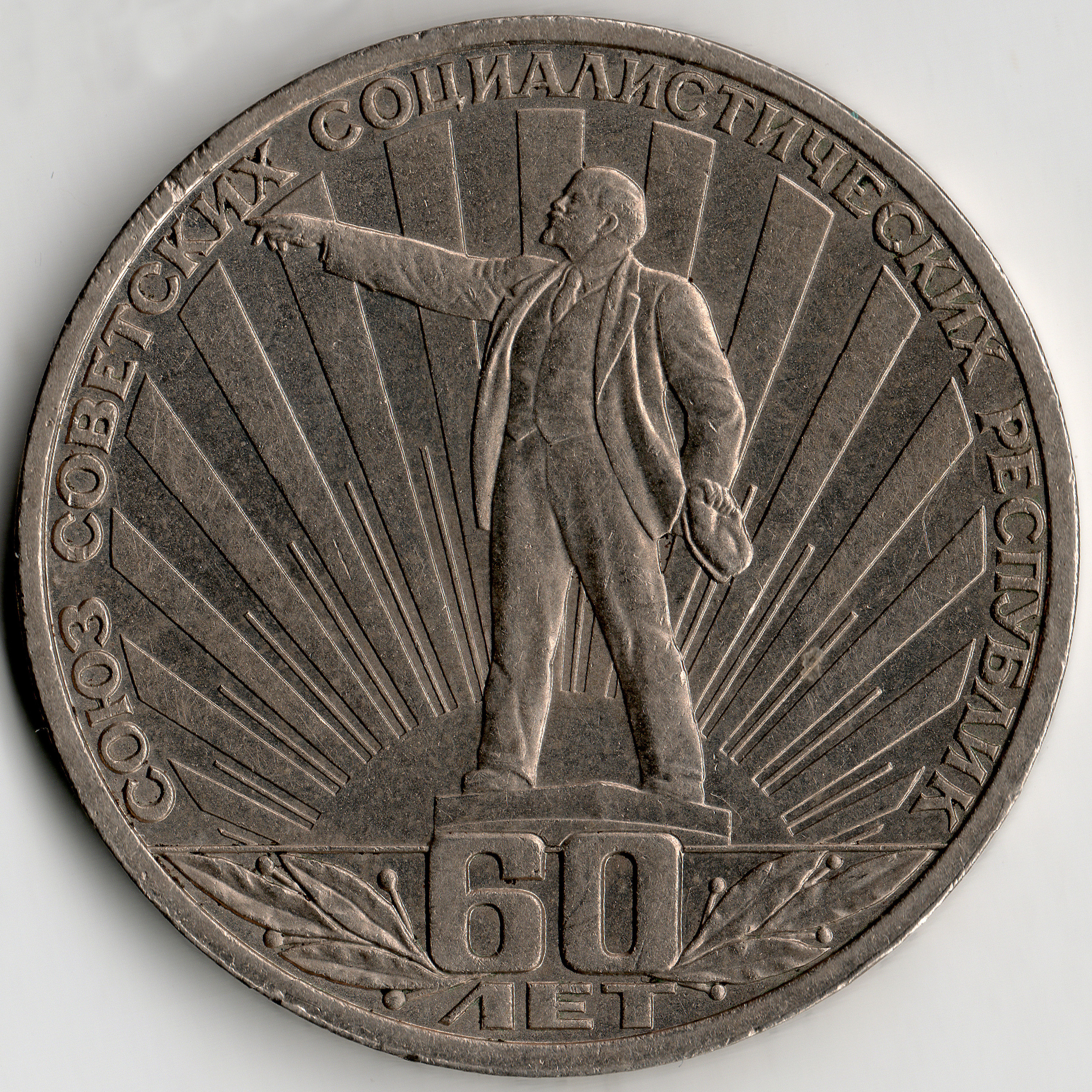
1 рубль 1982 года
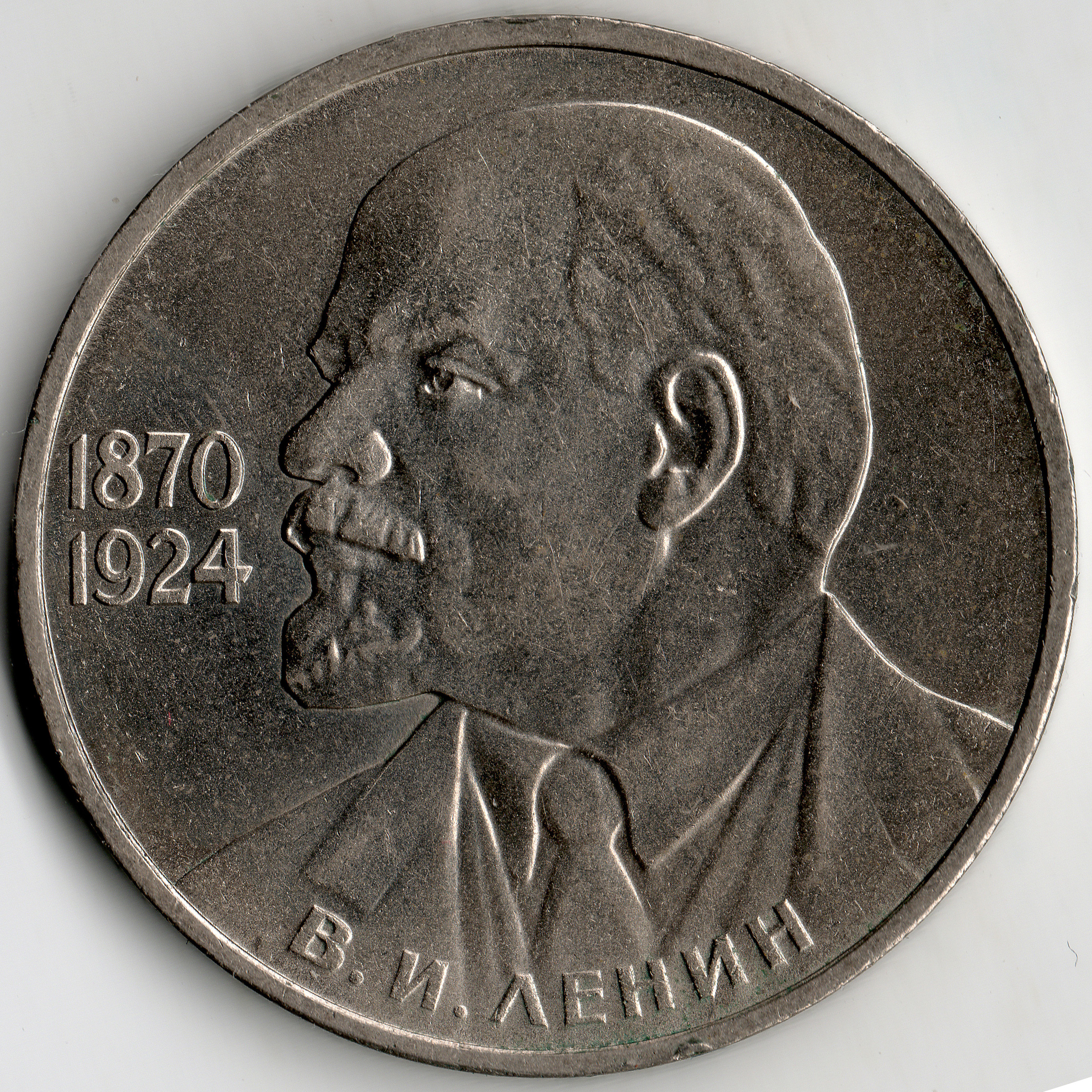
1 рубль 1985 года
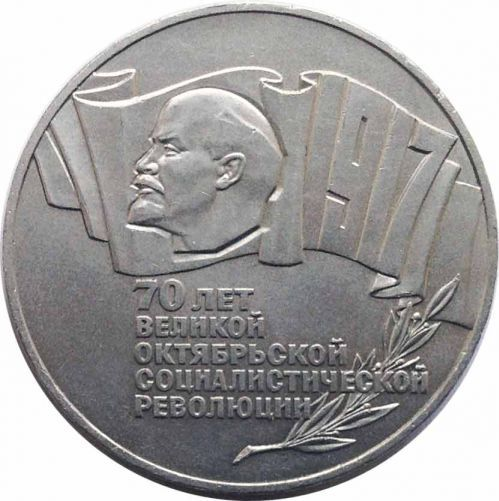
5 рублей 1987 года
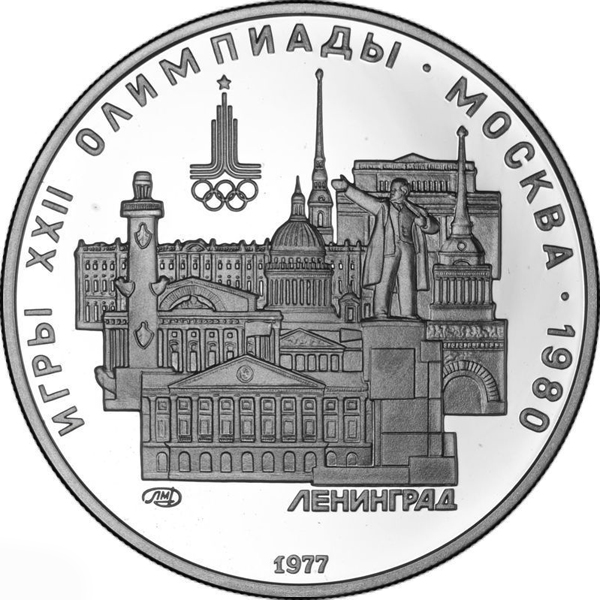
Монета «Игры XXII Олимпиады Москва 1980. Ленинград», 5 рублей, 1977, серебро 900, реверс, Ленинградский монетный двор, анциркулейтед.

## Аджман
В 1970 году, к 100-летию В. И. Ленина эмират Аджман выпустил серебряную монету номиналом в 10 риалов с его портретом.

## Куба
В 1977 году, к 60-летию Октябрьской революции, на Кубе были выпущены 3 монеты с портретом Ленина: 1 песо из медно-никелевого сплава, 20 песо из серебра и 100 песо из золота.
Вновь изображение Ленина на кубинских монетах появлялось в 1993 и 2002 годах. В 1993 году был отчеканен 1 песо с его портретом, а в 2002 — 10 песо.

## Остров Мэн
В 1999 году на острове Мэн была выпущена монета с портретом Ленина, крейсером Аврора, рабочими и матросами.

## Чехословакия
50 серебряных крон с портретом Ленина были выпущены в 1970 году к его 100-летию.

## Экваториальная Гвинея
К 100-летию Ленина в Экваториальной Гвинее были выпущены 2 монеты с его изображением: 75 песет (серебро) и 500 песет (золото).